# Geroy Asfalta
Герой асфальта (en ruso El héroe del asfalto) es el tercer álbum de estudio de la banda de heavy metal Aria. Es el primer álbum grabado con Vitaly Dubinin y Sergey Mavrin. Igualmente, fue su primer álbum lanzado por una discográfica, en este caso por el monopolio estatal soviético de publicidad Melodiya, ya que sus 2 álbumes anteriores habían sido de producción propia.

## Lista de canciones
Todas las letras escritas por Margarita Pushkina.
| N.º | Título                           | Música                             | Títulos en español                 | Duración |  |
| 1.  | «На службе силы зла»             | Vitaly Dubinin, Vladimir Holstinin | Al servicio de las fuerzas del mal | 7:10     |  |
| 2.  | «Герой асфальта»                 | Dubinin, Sergey Mavrin             | Héroe del asfalto                  | 5:11     |  |
| 3.  | «Мёртвая зона»                   | Valery Kipelov                     | Zona muerta                        | 6:43     |  |
| 4.  | «1100»                           | Holstinin                          | 1100                               | 4:55     |  |
| 5.  | «Улица Роз»                      | Dubinin                            | Calle de rosas                     | 5:56     |  |
| 6.  | «Баллада о древнерусском воине»  | Dubinin, Holstinin                 | Balada del antiguo guerrero ruso   | 8:31     |  |
| 7.  | «Дай Руку Мне (bonus en casete)» | Dubinin, Mavrin                    | Dame tu mano                       | 5:17     |  |

## Alineación
- Valery Kipelov - Voz
- Vladimir Holstinin - Guitarra
- Sergey Mavrin - Guitarra
- Vitaly Dubinin - Bajo, voz
- Maxim Udalov - Batería

- Datos: Q2372982